# Битва за Яркенд
Битва при Яркханді (ккит.: 葉爾羌戰役) — протистояння, яке відбулося в квітні 1934 року в Яркенді, Сіньцзян, Китай. Ген. Китайська мусульманська армія Ма Чжаньцана перемогла уйгурських і афганських добровольців, яких надіслав король Мохаммед Захір-шах, і вбила їх усіх. Емір Абдулла Бугра був убитий і обезголовлений, його голова була виставлена на виставці в мечеті Ідгах.